# Laphria peristalsis
Laphria peristalsis là một loài ruồi trong họ Asilidae. Laphria peristalsis được Oldroyd miêu tả năm 1972. Loài này phân bố ở miền Ấn Độ - Mã Lai.